# مدلوف (ناحیه برنو-تسوونتری)
مدلوف (به چکی: Medlov) یک منطقهٔ مسکونی در جمهوری چک است که در ناحیه برنو-تسوونتری واقع شده‌است. مدلوف ۱۰٫۱۹ کیلومتر مربع مساحت و ۶۷۴ نفر جمعیت دارد و ۱۹۲ متر بالاتر از سطح دریا واقع شده‌است.